# Мастантуоно, Франко
Франко Мастантуоно (исп. Franco Mastantuono; родился 14 августа 2007, Асуль, Буэнос-Айрес, Аргентина) — аргентинский футболист, атакующий полузащитник испанского клуба «Реал Мадрид» и сборной Аргентины.

## Клубная карьера
Воспитанник академии «Ривер Плейт», 28 января 2024 года Мастантуоно дебютировал за основную команду клуба в матче Кубка Профессиональной лиги против «Архентинос Хуниорс». 8 февраля 2024 года в матче Кубка Аргентины против клуба «Экскурсионистас» он забил свой первый гол в профессиональной карьере. В том же месяце интерес к Мастантуоно проявила «Барселона», а весной — «Реал Мадрид». В апреле 2024 года впервые попал в заявку своего клуба на матч Кубка Либертадорес против уругвайского «Насьоналя», однако на поле не появился.
13 июня 2025 года мадридский «Реал» объявил о переходе Мастантуоно. Франко присоединился к своему новому клубу через два месяца, 14 августа, когда ему исполнилось 18 лет.

## Карьера в сборной
Выступал за сборные Аргентины до 17 и до 20 лет.
5 июня 2025 года дебютировал за основную сборную Аргентины, выйдя на замену в матче квалификации к чемпионату мира 2026 против Чили (1:0). Таким образом, в возрасте 17 лет, 9 месяцев и 22 дня Мастантуоно стал самым молодым футболистом, сыгравшим за «альбиселесте» в официальном матче.

## Достижения
«Ривер Плейт»
- Обладатель Суперкубка Аргентины: 2023

## Статистика

### Клубная
| Выступление      | Выступление      | Выступление      | Лига | Лига | Кубки | Кубки | Континент. | Континент. | Остальные | Остальные | Итого | Итого |
| Клуб             | Лига             | Сезон            | Игры | Голы | Игры  | Голы  | Игры       | Голы       | Игры      | Голы      | Игры  | Голы  |
| ---------------- | ---------------- | ---------------- | ---- | ---- | ----- | ----- | ---------- | ---------- | --------- | --------- | ----- | ----- |
| Ривер Плейт      | Примера          | 2024             | 33   | 1    | 1     | 1     | 7          | 1          | 0         | 0         | 41    | 3     |
| Ривер Плейт      | Примера          | 2025             | 12   | 4    | 1     | 1     | 6          | 2          | 1         | 0         | 20    | 7     |
| Ривер Плейт      | Итого            | Итого            | 45   | 5    | 2     | 2     | 13         | 3          | 1         | 0         | 61    | 10    |
| Всего за карьеру | Всего за карьеру | Всего за карьеру | 45   | 5    | 2     | 2     | 13         | 3          | 1         | 0         | 61    | 10    |

### Сборная
| Матчи Франко Мастантуоно за сборную Аргентины | Матчи Франко Мастантуоно за сборную Аргентины | Матчи Франко Мастантуоно за сборную Аргентины | Матчи Франко Мастантуоно за сборную Аргентины | Матчи Франко Мастантуоно за сборную Аргентины | Матчи Франко Мастантуоно за сборную Аргентины | Матчи Франко Мастантуоно за сборную Аргентины |
| №                                             | Дата                                          | Оппонент                                      | Счёт                                          | Голы                                          | Соревнование                                  |                                               |
| --------------------------------------------- | --------------------------------------------- | --------------------------------------------- | --------------------------------------------- | --------------------------------------------- | --------------------------------------------- | --------------------------------------------- |
| 1                                             | 6 июня 2025                                   | Чили                                          | 1:0                                           | —                                             | Отборочные матчи ЧМ-2026                      |                                               |

Итого: 1 матч / 0 голов; 1 победа, 0 ничьих, 0 поражений.